# نووکوستیوو
نووکوستیوو (به لاتین: Novokosteyevo) یک منطقهٔ مسکونی در روسیه است که در باشقیرستان واقع شده‌است.